# Los océanos de Venus
Los océanos de Venus (Lucky Starr and the Oceans of Venus en inglés) es una novela juvenil de ciencia ficción escrita por Isaac Asimov y publicada en 1954 por Doubleday. Es la tercera de la serie Lucky Starr. Como las otras novelas de la serie, Asimov originalmente la publicó bajo el seudónimo de Paul French.
Del mismo modo que otros libros de la serie, Asimov incluyó en 1970 una advertencia al comienzo del mismo aclarando que la imagen de Venus que se muestra en la historia quedó obsoleta a la luz de los nuevos descubrimientos científicos. La novela presenta al planeta como un mundo templado cubierto totalmente por un océano, con una atmósfera abundante en nitrógeno y dióxido de carbono y vida animal y vegetal. El libro fue escrito antes de la observación con radiotelescopios y el uso de sondas automáticas para la exploración de Venus, por lo que para entonces todavía se consideraba posible que, debajo de la espesa capa de nubes, hubiera condiciones similares a las terrestres.

## Argumento
Lucky Starr y John "Bigman" Jones van a realizar una investigación en Venus para el Consejo de Ciencias luego de que el investigador anterior, Lou Evans, fue destituido por corrupción. Al bajar al planeta, Lucky y Bigman evitan por poco una colisión fatal, ya que los pilotos entraron en una especie de trance. Estos se recuperan sin recordar lo que pasó y guían la nave hasta la ciudad submarina de Afrodita. Starr y Bigman se encuentran con Mel Morris, jefe de la sección venusiana del consejo. Él les dice que Evans fue el culpable del accidente y les habla sobre la importancia de la industria de producción de hongos alimenticios de Venus. Cualquier potencia interesada en debilitar a la Tierra buscaría sabotearla o robar sus secretos. Antes de la llegada de Lucky, hubo una serie de incidentes en el planeta que involucraban ciudadanos con comportamientos extraños seguidos de amnesia. Morris supone que alguien en Venus es capaz de control mental a distancia. Lucky pide ver a Evans y este admite haber robado documentos, pero no da explicaciones. En ese momento reciben la noticia de que un hombre hipnotizado amenaza con dejar entrar el océano a la ciudad.
En el lugar donde se da la situación, Morris, Lucky y Bigman se encuentran con el ingeniero Lyman Turner. Morris se va con Bigman y Turner le informa a Lucky que Afrodita no está diseñada para resistir una entrada súbita del océano, por lo que si se abre la compuerta, la ciudad sería destruida. Ante la falta de alternativas seguras, Bigman se ofrece para meterse en un tubo de ventilación y cortar la conexión de la palanca de la escotilla. Mientras tanto, Lucky intenta atravesar urgentemente una multitud de evacuados. Bigman corta la conexión y el hombre hipnotizado es arrestado. Lucky les informa en una llamada a Morris y Bigman que todo fue una cortina de humo: Lou Evans escapó de la ciudad en submarino durante la conmoción y él llegó tarde para evitarlo. Lucky va a ver a Turner y le hace algunas preguntas acerca del hombre hipnotizado. Luego, él y Bigman siguen a Evans en submarino. Starr deduce que fue Evans el que se acusó a sí mismo de corrupción usando el nombre de Morris.
Encuentran el submarino de Evans y Lucky intenta contactarlo por radio, pero Evans le advierte que no se acerque. Lucky le explica a Bigman que los seres con control mental son las v-ranas, mascotas populares de Venus, que lo usan para que los humanos las cuiden y alimenten. Una ráfaga hace volcar el submarino de Lucky, pero este logra que Evans se reúna con ellos. Él les cuenta que el robo de documentos fue una estrategia para probar su teoría sobre las v-ranas y que no pudo denunciar lo que ocurría por el control mental de las mismas. La falsa denuncia fue un intento de que se lo llevaran de Venus. Evans también revela que su escape al océano fue una trampa de las ranas para deshacerse de Lucky. Los submarinos son atacados por una gigantesca criatura marina llamada "parcela anaranjada", que los atrapa. Lucky sale buceando al océano y dispara una descarga eléctrica al animal para librarse de él. Sin embargo, este reacciona más rápido de lo previsto y empuja a Lucky hacia el fondo con un chorro de agua. Con dificultad, Lucky sale del chorro usando sus propulsores. Deduce que las v-ranas controlan la bestia, por lo que con su arma genera una descarga letal y la mata.
Lucky vuelve al submarino y discute con Evans qué hacer. Sin poder pedir ayuda a nadie de Venus, deciden enviar un mensaje a las estaciones espaciales alrededor del planeta, para lo que deben ascender a la superficie. Atraviesan la carne de la parcela con el submarino y, en un momento de distracción, Evans toma un desintegrador y los amenaza para que vuelvan a la ciudad. Lucky se da cuenta de que está controlado por las ranas, que ya conocen su mente. Él y Bigman aparentan obedecer, haciendo luego chocar el submarino con el cuerpo de la parcela. Evans pierde el arma y Lucky lo somete, atándolo con ayuda de Bigman. Ambos se deshacen de las armas en el submarino para evitar otros incidentes y ascienden. Al llegar a la superficie, encuentran una v-rana entre las algas. La v-rana se comunica telepáticamente con ambos diciéndoles que su raza usa la telepatía para que los humanos no las lastimen, ya que los consideran un peligro. Las v-ranas, en conjunto, amenazan a Lucky para que les dé información sobre el Consejo, volviéndose cada vez más hostiles. Bigman sucumbe al control mental y Lucky queda solo, resistiéndose.
Incapaz de usar la radio debido al ataque mental, Lucky lanza al mar un recipiente de gelatina de petróleo. El ataque cede y Lucky les explica a Bigman y a Evans que los hidrocarburos son irresistibles para las ranas, por contener poco oxígeno, ya que otros alimentos del planeta contienen más del que ellas necesitan. Vuelven a Afrodita, pero las defensas de la ciudad les apuntan con desintegradores. Lucky disuade a las ranas de disparar anunciando por radio que lleva un cargamento de petróleo. Al entrar en la ciudad, le da instrucciones escritas a Bigman. Se encuentran con Morris y Turner en un edificio libre de ranas y Lucky explica que en realidad las mismas no son inteligentes. Serían controladas por un humano, dado que estas usaron el concepto del fuego, completamente desconocido para ellas, mientras le hablaban. Lucky afirma que el responsable debe tener conocimientos de biofísica, como Morris. Este se altera y se arroja sobre Lucky. En la confusión, Bigman aprovecha para seguir sus instrucciones y dispara contra la computadora portátil de Turner. Lucky explica que tenía razones para sospechar de Turner y su computadora, ya que durante la situación de emergencia en la ciudad no puso a salvo a su esposa. Al final se inicia una investigación contra Turner y Lucky comenta que el Consejo estará más interesado en rehabilitarlo de sus tendencias dictatoriales que en condenarlo.

## Adaptación
En 1991 la novela fue adaptada al formato historieta por Fernando Fernández.